# Крістобаль Баленсьяга
Крісто́баль Баленсья́га (ісп. Cristóbal Balenciaga Eizaguirre, ісп. вимова: [kɾisˈtoβal βalenˈθjaɣa ejθaˈɣire] ; 1895—1972) — іспанський модельєр.

## Біографія
Народився у Іспанії в 1895 році. У віці 12 років був відданий у підмайстри кравцеві.
1914 — відкрив дім моди Balenciaga в місті Сан-Себастьян, Країна Басків, Іспанія.
1920 — відкрив другий дім моди в Іспанії — в Мадриді.
1930-і — переїхав в Париж.
1937 — відкрив дім моди в Парижі.

#### Революція Баленсьяга
1945 — квадратні плечі в жіночому одязі.
1951 — відкрита шия і плечі.
1960 — сукня-мішок (була скопійована багатьма іншими дизайнерами).
Пізні 1960-і — закрив будинки моди в Парижі, Сан-Себастьяні, Мадриді.
Незважаючи ні на що, Баленсьяга продовжував впливати на радикальну моду 1960-х завдяки своїм учням — Courreges і Ungaro.
1972 — помер в Іспанії.

## Особисте життя
Баленсіага був геєм, хоча все життя він зберігав свою сексуальність у таємниці. Коханням усього його життя та його давнім партнером був франко-польський мільйонер Владзьо Яворовський д'Атенвіль, який допомагав йому у бізнесі та фінансував його. Коли д'Атенвіль помер у 1948 році, Баленсіага був настільки пригнічений, що думав про закриття бізнесу. Його наступна колекція після смерті д'Атенвіля була повністю оформлена в чорному кольорі, аби оплакати втрату.

## Ера Balenciaga
Історія моди знає багато великих імен, але ніхто не користувався такою повагою колег, як цей іспанець, який відкрив своє перше ательє в Сан-Себастьяні в шістнадцять років. У столиці моди він влаштувався дещо пізніше, але клієнтками паризького салону Balenciaga могли стати лише обрані — королева Іспанії, герцогиня Віндзорська, королева Бельгії, принцеса Монако. Справа не в снобізмі, просто якщо робити щось якісно, та ще самому, — вийти в тираж не ризикуєш. Лінії pret-a-porter за життя творця не було зовсім — тільки haute couture.
Ймовірно, тому Баленсьяга, залишаючись культовою фігурою для колег, набагато менш відомий широкій публіці. Тим часом фахівці називають кінець 40-х і 50-ті роки «ерою Balenciaga». За цей час він створив те, на чому і понині стоїть сучасний дизайн: вузький прямий силует у формі літери I, сукні-бочки, пальто-каре, вільні жакети з величезними відлогами, сукні-трапеції, капелюхи-коробочки, «летючі» напівпальто без ґудзиків і коміри … Це лише 10 % образів, які досі експлуатують сучасні дизайнери. У 1968 році Баленсьяга вирішив відійти від справ, закрив салон і поїхав до Іспанії. У березні 1972-го він помер.
Баленсьяга був досить потайливою людиною, за все життя він дав лише кілька інтерв'ю. Його часто називали «дизайнером дизайнерів». Сама Коко Шанель одного разу сказала, що Баленсьяга — це єдиний кутюр'є, який здатний самостійно моделювати, кроїти, різати і шити. Він волів працювати з щільною, жорсткою тканиною, яка надавала його творінням схожість зі скульптурами. Баленсьяга також відомий його неповторними сумками.
Шанувальниками його таланту були королева Іспанії Вікторія, королева Бельгії Фабіола, герцогиня Віндзорська Єлизавета, княгиня Монако Грейс — всі вони були визнані добре одягненими жінками у світі.

## Модний дім Balenciaga після його смерті
Після смерті Balenciaga було кілька спроб відродити осиротілий Дім, але всі вони виглядали вельми блідо до 1997 року, коли провідним дизайнером призначили 26-річного Ніколя Ґеск'єра. Не сказати, щоб у молодого француза виходило завжди і повністю виправдовувати очікування тих, хто пам'ятає, як позначив Баленсьяга відповідний рівень дизайнерської майстерності: «треба бути архітектором в ескізах, скульптором у формі, художником в кольорі, музикантом в гармонії і філософом в почутті міри».
Так чи інакше, за ті 14 років, що Ґеск'єр стоїть біля керма, Дім почав відновлюватися, про колекції заговорили, продажі пішли в гору, чому немало сприяло приєднання бренду до Gucci Group.
Талант Ґеск'єра спортивний і рухливий настільки, що його шанувальникам буває складно розібратися в калейдоскопі кольорів і стилів. Проте Ніколя не можна відмовити у віртуозній здібності шити зі спортивних тканин вишукані туалети. Він не приховує того, що на вбрання з парашутного шовку, пластика, неопрену та нейлону його надихають серфінг, дайвінг, бейсбол і гірські лижі. І нікого це не бентежить. Чому дивуватися, якщо навіть Великий Карл випускає спортінвентар під лого Chanel?